# 文化产业
按照联合国科教文组织的定义，文化产业指按照工业标准生产、再生产、储存以及分配文化产品和文化服务的一系列活动。
文化产业的概念一直在不断被修改，形成了“学院派”和“应用派”之分。学院派通常从“理论－意识形态”的角度来界定文化产业，应用学派则从社会经济实践中关注文化产业的市场性。加上文化产业在各国呈现的地域差异，其所涵盖的范围也随着产业本身的发展越来越宽泛，有的国家将文化产业称为“创意产业”（或是“内容产业”）和“核心版权产业”。
总的来说，西方“文化产业”概念通常包括：
1. “大众文化”或“流行艺术”，如流行音乐、商业设计、电视剧等。
2. 大众传播媒介。
3. 把文化推向市场，不仅按照文化艺术的规律来生产，更要按照一般商品生产的模式来生产的产业模式。
4. 与其他产业一样，按资本运行逻辑生产，追求利润最大化和资本增值。
5. 一种造成当今世界文化存在方式、文化格局、文化观念、文化生产方式、文化接受和消费方式、文化作用方式的的改变的文化现象。[1]

## 概要

### 历史
近代工业文明以工业革命为开端，前期人们一直在进行物质生产。20世纪，物质生产过剩，社会进入后工业时代，工业文明由物质生产转向文化生产。在这之前，制作传统的文化产品需要很高的技巧，很难批量生产，而且价格昂贵，所以一直都是由贵族垄断的。以科技发展为基础，这种垄断被打破，艺术品不再是一次性存在的，而是可以复制传播的。科技弥补了技巧上的缺陷，文化的“自律原则”被技术的“他律原则”取代，技术逐渐取代个性创作，文化产品不再是艺术家用来表达个人审美的艺术品，而是为了满足大众审美而大批量生产的商品，这种商品具有良好的市场性，理所当然的吸引了大量的资本，逐渐形成了以文化为中心的文化产业。
1947年，法兰克福学派代表人物特狄奧多·阿多诺（Theodor Adorno）和马克斯·霍克海默（Max Horkheimer）在合著的《启蒙的辩证法》一书中，为了区别“大众文化”，首次使用了“文化工业（Culture Industry）”的说法，此时“文化工业”与“大众文化”的范畴十分接近，是法兰克福学派的批判对象，带贬义色彩。1978年，联合国教科文组织了一个专门小组对文化产业进行研究，并于1982年在墨西哥城召开“世界文化政策会议”。随着文化产业的进一步发展，被越来越多的人认同，逐渐置换成一个中性概念，成为一种广泛意义上的文化经济类型。

### 特征
1. 产业文化行为：文化产业必须进行大规模的商业运作，通过有效的市场化和产业化组织形态对可经营性文化资源进行持续的再生产和扩大再生产。
2. 企业经营方式：文化产业追求利润最大化，以文化企业（公司）形态经营，自负盈亏，在提升企业竞争力的过程中，不断提高文化生产和经营的效益。
3. 文化价值的市场转换性：文化产业通过市场使文化价值转为商业价值，又通过产品、服务的市场消费来实现文化价值的社会传播。
4. 文化与经济双重功能：既要体现文化的经济属性，实现文化的经济价值，又要重视文化的精神价值，发挥文化的意识形态功能。
5. 高技术高智力含量：多种技术运用使文化艺术品可以批量生产，文化产业是知识经济的典型形态。

### 中文表述中需要区分的概念
1. 文化工业与文化产业：
“Industry”在英语中既是“工业”，也是“产业”。国内学者认为，霍克海默尔使用的“文化工业”一词，是将它看成一种控制社会意识形态和思想的力量，持批判态度，和现在常说的“文化产业”有一些区别，所以译为“工业”。直到欧洲委员会和联合国科教文组织把“Industry”的概念变成复数，用来指代文化在当代社会中的存在和作用时，他才被称为“文化产业”，成为一种广泛意义上的文化经济类型。[3]
2. 文化事业与文化产业：文化事业特别用来指代文化产业中非盈利的部分，或是还未产业经营化的文化产业。[1]

## 各方学者的观点

### 法兰克福学派
文化产业理论的奠基学派，直接启发了其后所有学派对于文化产业的研究。多数学者的态度是捍卫精英文化，批判大众文化和文化工业。只有本雅明等少数思想家站在现代社会的高度，肯定不断兴起的文化工业。法兰克福学派对文化产业的批判，对于人们警惕商业资本与意识形态所造成的隐秘操纵具有积极意义。
- 霍克海默尔 (Max Horkheimer)

从四个方面批判了文化工业：
1. 商业化，他认为这种为工业目的大批量生产出来的文化产品并非艺术品，而是商品。
2. 技术化，文化工业是现代科学技术迅速发展的结果，科技造就了大众文化的占有性。
3. 标准化，文化工业的产品均一化，模式化，齐一化，单调乏味，使受众成为同一模式的人。
4. 强制化，受众不得不去接受这些文化产品，被剥夺了自由选择的权利。[4]

- 阿多诺（Theodor W. Adorno）
  - 文化工业依附于科技，成了廉价商品，像科学技术一样去追求生产力，以达到利润最大化。
  - 文化工业消除了人的个性，使人变成“单向度的人”。“文化工业”面向的顾客并非某一个具体的人，而是大众，大众是“丧失了个别性的‘常人’”（海德格尔语），是一个单一同质的集合单位。为了满足大众的需求，于是处处都是相同的商品。文化产品类型日趋单调，文化工业已经丧失了艺术的超越性精神，是立足于世俗的。
  - 阿多诺认为艺术的精髓是它的无政府主义的表现形式，这种表现形式是人类对于飞扬跋扈的各种制度，宗教和其他压力的一种抗议力量。但文化工业中，艺术被它一直排斥的社会所同化，用来粉饰社会。
  - 文化工业是一种程式化，这种程式化带来语言的限制，为了保证一种被称为“风格”的程式，文化工业的各个门类都为自己的创作限定语言。
  - 一个人在大众传媒的包围下，日益失去头脑和判断能力，称为被动的文化产品的消费者。

- 本雅明（Walter Benjamin）
  - 本雅明认识到，文化产业化是当代社会发展的必然趋势，同时带来了艺术的改变。传统的手工制作，传播方式是“时间的叙述”，现代信息社会的特点是“瞬时性 ”，所以现代人不再致力于耗费时间的艺术品，取而代之的是大量机器复制艺术的出现，如电影，报刊，电脑等。共同特点是以科技为主体，大规模复制和生产为大众文化消费和享受的文化产品。
  - 对文化工业持肯定态度，认为它“把人的创造力从一书中解放出来，其意义不亚于16世纪科学从哲学中解放出来。”[5]

### 英国文化学派
吸收并重释了法兰克福学派的相关理论，比如重新解释了“大众”（mass）。法兰克福学派认为“大众”是现代工业社会将民众同一化的结果，但英国文化学派则认为大众不是静态的，消极化的主体，他们具有个体性。
- 斯图兰特·霍尔（Stuart Hall）

20世纪70年代提出了“编码，解码”理论，他从电视节目出发，认为电视节目是一种“编码”过后的“代码”（code），这种“代码”本身具有一定的社会意义，但他是开放的，多义的话语过程，观众对于节目进行“解码”的过程也是一次重新“编码”的过程，同一个节目，不同的人从自身出发会得出不同的结果。因此得出结果：受众对于文化产品并非简单的接受，而是对产品意义的一次再加工。
- 特里·伊格尔顿（Terry Eagleton）
  - 文化产业有政治色彩，同时又是经济基础的一个部分。
  - 现代文化艺术是制造业。
  - 文化有“总体性文化（Culture）”和“具体性文化（culture）”之分，两种文化的对立使文化概念毫无根据的扩展，在他看来已经达到让人生厌的地步。

- 约翰·费斯克（John Fiske）
  - 科技无限发展，大量依靠科技生产出的文化产品大众是无法拒绝的，因为大众很难自己创造文化商品。
  - 文化是一种在生产和接受互动的过程产生的现象，是一系列符号载体。
  - 文化工业商品是大众生产的，而不是文化工业生产的，文化工业所做的，只是为大众提供了“剧目”和文化资源，最终还是大众的要求产生出了文化工业商品。
  - 把文化定义为“意义在特定社会的产生和流通”，“大众文化就是日常生活”，文化不是超越时代永恒不变的精神，而是工业化社会社会中意义的生产和生活的方法，涵盖了这种社会的人生经验的全部意义。费斯克实质上肯定了文化产业的社会意义，后来成为美国文化产业理论的代表人物，从他开始文化研究开始具有“文化”，“产业化”双重属性。

### 其他学者

#### 美国
二战时大批法兰克福学者流亡美国，美国本身发达的文化产业提供了很好的研究材料。美国的文化产业理论深受实用主义理论的影响。
- 索尔波特·甘斯（Herbert J. Gans）

提出了品味文化的概念，认为文化没有高低之分，只是品位不同。大众文化产生于受众，而精英产生于生产者。文化是平等的，任何人都有权选择他喜欢的文化产品。资本在无线增值的本性下流向文化生产，继而推动文化产业，这是经济对于文化的有益嫁接。
- 费雷德里克·杰姆逊（Prediric·Jameson）

创造了后现代主义概念。他坚持精英文化的概念，指出大众文化平面化，庸俗化的的倾向。认为大众文化是五种差异的消失，即：内部和外部差异的消失、本质和形象差异的消失、无意识和显意识差异的消失、真实性和非真实差异的消失、能指和所指差异的消失。文化全球化的动机是商业运作的内在扩张，这种全球化现象对地域文化产生消解效果。

## 各国文化产业

### 美国

#### 美国文化产业概况
文化产业头号强国，拥有1500多家日报，8000多家周报，1.22万种杂志，1965家电台，1440家电视台，美国广播公司，哥伦比亚广播公司，全国广播公司三大电视网，全世界最具影响力的电影生产基地，号称“三片”文化（薯片，大片，芯片）。文化产业大概占全国GDP的10%，拥有全世界56%的广播和有线电视收入，85%收费电视收入，55%的票房收入。以其强大的经济基础和科技实力为背景，很大程度上左右了世界文化产业的发展和走向。美国不设文化部，采用间接管理的方式。设立国家艺术基金会，人文基金会用以扶持公益性文化发展。对非盈利性的文化产业免税。

#### 美国文化产业特点
- 市场化程度高。因为美国本身历史较短，自身没有文化传统和文化习惯，所以容易接受新事物，也容易创造新事物，美国文化产业一开始走的就是市场化的道路，文化产业产品都是商品。
- 实用主义倾向明显。美国是一个实用主义国家，文化产业重实用性，以娱乐和服务大众为主，受众接触文化产品以获得娱乐为主。“对大多数公众而言，看电影不是一种定期习惯，只有当影片是场面宏大的巨片时他们才会观看”。[6]
- 以强大的科技为后盾。文化产品科技含量高。以电影为例，美国人将电影从戏剧中分离出来，成为一种独立的艺术，以自觉使用大量的科技特效为特点。现在的电影也大多受美国模式影响。
- 多样化传播手段。将生产出的文化产品数字化，通过美国强大的传媒机构，瞬间渗透到世界各地。
- 外向型。瞄准世界市场制作文化产品，不具有太多本地特色，产品可以迎合世界各地的大众。

#### 美国文化产业分类
采用“北美产业分类体系（NAICS）”，主要有三个大类
1. 娱乐与电子传媒业

电影，电视剧，光盘，有线电视，广播
1. 印刷与出版业

报纸，杂志，书籍的出版印刷，以及其他商业品的印刷
1. 旅行与旅游产业

包括30个和旅行，旅游有关的部门，如住宿等

### 英国

#### 英国文化产业概况
最早提出“创意产业”并以此为理论进行文化产业发展战略规划的国家。2001年文化产业产值为1125亿英镑，年增长率9%。由布莱尔倡议成立了“创意产业特别工作小组”。

#### 英国文化产业特点
重视创意，举办“世界创意产业论坛”，02年举办“伦敦设计节”。

#### 英国文化产业分类
1. 表演艺术产业
2. 音乐产业
3. 文化艺术产业
4. 彩票业

### 日本

#### 日本文化产业概况
日本文化产业统称娱乐观光业，强调文化的内容属性。02年产值11万亿日元，是日本汽车业的一半。以音乐，动漫，广告，设计为主的“酷文化”市值1300亿美元。以音乐，游戏和信息出版为主的数字内容产业，2000年产值2.0573万亿日元。

#### 日本文化产业特点
- 拥有成熟的文化企业队伍。如，演艺界有四级剧团，宝冢歌剧团；影界有松竹公司，东映公司；出版业有大日本印刷等。这些大型产业大多历史悠久，实力雄厚，保证了日本文化产业的运作。
- 多种文化产业综合经营。一种文化产品取得成功后，立即就会被制作成其他类型的文化产品或是文化服务，创造综合的经济效益。例如一部轻小说成功出版后，短时间之内就会被动画化，随后搬上荧幕，制作出大量的周边。
- 成熟完善的文化中介组织和管理制度。几乎每个组织都有自己的行业协会，这些组织可以制订行业规则，审查文化产品，维护成员利益，发挥政府无法提供的作用。同时，演员，歌手，画家都有自己的经紀人，签约和相关法律问题都由經紀人代理。[7]

#### 日本文化产业分类
| 产业 | 内容制造产业 | 休闲产业 | 时尚产业              |
| ---- | --- | --- | --------------------- |
| 分类 | 一、个人计算机、工作站、网络 二、电视 三、多媒体系统建构 四、数字影像处理 五、数字影像讯号发送 六、录像软件 七、音乐录制 八、书籍杂志 九、新闻 十、汽车导航 | 一、学习休闲 二、鉴赏休闲 三、运动设施、学校、补习班 四、体育比赛售票 五、国内旅游 六、电子游戏 七、音乐伴唱 | 一、时尚设计 二、化妆 |

### 中国

#### 中国文化产业概况
文化产业机构33.87万个，文化产业“核心层”有从业人员278万人，04年主营业务收入16878亿元，2002年中国共出版期刊9029种，报纸2137种，1998年文化产业产值为世界第三，09年中科院报告认为，中国的文化影响力指数在全世界排名第七，居于美国、德国、英国、法国、意大利、西班牙之后。文化产业上以政府宏观调控为主。抓大放小，重点扶植大型企业，让小型企业自主经营。对本国文化产业采取保护措施，防止外来文化侵略，2013年後開始投放資金與各國電影業合拍有中國特色的電影，借重各國已有的文化業通路，進入反守為攻階段。以「中國元素，國際表達」為新發展戰略。

#### 中国文化产业特点
- 中国本身文化底蕴丰厚，且文化没有排他性，其他国家的文化产品进入中国后都能取得不错的市场效益。
- 中国的文化产业大多有政府介入，文化产业重点项目由政府提出，重点文化企业由政府扶植，经营資金豐厚。
- 文化产业总体起步晚，市场发育度低，没有健全的文化产业人才培养、流动和奖励机制。
- 现行教育制度制约了文化产业的发展，懂文化的不懂技术，学技术的轻视人文，文化产业实力偏弱，规模小，管理方式滞后[1]。

#### 中国文化产业分类
1. 新闻服务
2. 出版发行和版权服务
3. 广播、电视、电影服务
4. 文化艺术服务
5. 网络文化服务
6. 文化休闲娱乐服务
7. 其他文化服务
8. 文化用品、设备及相关文化产品的生产
9. 文化用品、设备及相关文化产品的销售[13]

## 发展模式
- 实文化发展模式：以文化为主体，以文化为内容
  - 科技文化产业
  - 文娱文化产业
  - 媒介文化产业
  - 体育文化产业

- 虚文化发展模式：以文化为附加，以文化为帮衬。媒体常说的“文化搭台，经济唱戏”通常都指虚文化发展模式
  - 企业文化产业
  - 消费文化产业
  - 商业文化产业

## 文化产业对经济驱动力最大的国家
文化产业指一国附着于智慧开发、文化体系、建筑工程、流行娱乐、社会风俗等基础上的非物质价值创造产业体系。
文化产业包括但不限于歌曲、影视、娱乐、游戏、艺术等诸多层面。
文化产业对经济增长的驱动力，与文化产业在GDP中所占比例，并非同一概念。前者指一国文化产业主导经济增长的能力，而后者指文化产业的产值创造力。
以下数据根据世界贸易组织2013年相关统计数据整理而成。

括号内，为一国文化产业对经济增长的驱动系数，数值越大，驱动力越大：
- 极高驱动力：丹麦（86）
- 高驱动力：冰岛（75）、马达加斯加（72）
- 较高驱动力：日本（66）、柬埔寨（66）、法国（65）、埃及（64）、新西兰（64）、意大利（62）、美国（61）、肯尼亚（61）、印度（60）

注：
- 印度——1990年代以来，全世界文化产业对经济增长驱动力增幅最大的国家。